# Telefonbild
Als Telefonbild bezeichnet man eine Methode zum Erstellen von Bildern, die László Moholy-Nagy in den 1920er Jahren entwickelte.

## Verfahren
Moholy-Nagy übermittelte 1922 – wie die Bezeichnung bereits andeutet – per Telefon ausgewählte Farbmuster und Formen mit Hilfe von Millimeterpapier; am anderen Ende der Leitung, in einer Schilderfabrik, wurden die „Bilddaten“ des Telefonbildes EM 2 wieder auf Millimeterpapier fixiert und anschließend in Porzellanemaille ausgeführt.
Moholy-Nagy beschreibt sein Verfahren folgendermaßen:

„1922 bestellte ich per Telefon bei einer Schilderfabrik fünf Email-Bilder. Ich hatte die Farbtafel der Firma vor mir und skizzierte die Bilder auf Konstruktionspapier. Am andern Ende des Telefons hatte der Vorarbeiter dasselbe karierte Papier vor sich liegen. Er zeichnete die von mir diktierte Form anhand der korrekten Positionen ein. (Es war wie ein Schachspiel per Post.) Eins der Bilder wurde in drei verschiedenen Größen geliefert, damit ich die feinen, durch Vergrößerung und Verkleinerung bewirkten Veränderungen farblicher Bezüge studieren konnte.“

Eine weitere Beschreibung stammt von Sibyl Moholy-Nagy, der zweiten Frau des Künstlers:

„Er musste sich selber den Supra-Individualismus des konstruktivistischen Konzepts beweisen, also das Vorhandensein objektiver visueller Werte unabhängig von der Inspiration des Künstlers und von seiner speziellen “peinture”. Er diktierte seine Bilder dem Vorarbeiter in einer Schilderfabrik unter Verwendung einer Farbtafel und eines karierten Auftragsformulars, um die Position der Formelemente und deren exakten Farbton festzulegen. Der so übertragene Entwurf wurde in drei Größen ausgeführt, um anhand unterschiedlicher Dichte und räumlicher Bezüge die Bedeutung der Struktur und die davon beeinflusste emotionale Wirkung zu demonstrieren.“

## Bedeutung
Es handelt sich bei Moholy-Nagys Telefonbildern um die ersten Medienkunstwerke der Kunstgeschichte.
Das Konzept wurde in der Ausstellung Art by Telefone im Museum of Contemporary Art in Chicago im Jahr 1969 wieder aufgegriffen.